# Speaker i Repræsentanternes Hus (USA)
Speaker i Repræsentanternes Hus (engelsk: speaker of the United States House of Representatives) eller også omtalt som Formanden for Repræsentanternes Hus, er den politiske og parlamentariske leder af det ene af to kamre, Repræsentanternes Hus, som udgør USA's føderale lovgivende forsamling. Den nuværende speaker er Mike Johnson (R, Louisiana).
Titlen og embedet blev etableret i 1789 ved artikel I, afsnit 2 af den amerikanske forfatning. Speakeren er de facto leder af organets flertalsparti og samtidig institutionens administrative leder. Speakeren har også ansvar for mange andre forskellige administrative og proceduremæssige funktioner, hvorfor speakeren normalt ikke selv personligt styrer og overser debatterne i Repræsentanternes Hus. I stedet uddelegeres dette oftest til andre medlemmer af Huset. Som følge af de mange ansvarsområder, deltager speakere heller ikke selv altid i debatterne.
Forfatningen kræver ikke, at speakeren skal være et siddende medlem af Repræsentanternes Hus, selvom alle speakere hidtil har været det. Speakeren er endvidere nummer to i USA's præsidentrækkefølge efter vicepræsidenten og foran Senatets præsident pro tempore.

## Valg af speaker
Der skal vælges en ny speaker hvert andet år, når Kongressen har været på valg. Normalt har enten Demokraterne eller Republikanerne flertal i Repræsentanternes Hus, og kan derfor udpege deres kandidat til speaker. Kun en håndfuld gange i amerikansk historie (primært i årene op til Borgerkrigen) har der skulle mere end en afstemning til for at finde en vinder.

### Januar og oktober 2023
Da speaker Kevin McCarthy blev valgt til posten i januar 2023 (ved begyndelsen af 118. Kongres), var det nødvendigt med 15 runder, da ultrakonservative Republikanere ikke ville bakke op om McCarthy.
McCarthy blev afsat som Speaker ved en motion to vacate (en) den 3. oktober 2023, anført af Matt Gaetz og andre af de ultrakonservative Republikanere, der ønskede mindre finansiel støtte til Ukraine i krigen mod Rusland, budgetnedskæringer, og var utilfredse med at McCarthy havde lavet en budgetaftale med Demokraterne og dermed undgik en nedlukning i statsapparatet. McCarthy blev den første Speaker nogensinde til at blive tvunget af posten, da de eneste tidligere motions to vacate begge slog fejl: i 1910, hvor et flertal stemte mod at fjerne Joseph Gurney Cannon, og i 2015, hvor John Boehner trak sig fra posten før der kunne holdes en afstemning. McCarthy havde udpeget Patrick McHenry til at skulle fungere som midlertidig speaker, hvis han skulle blive fjernet fra posten, og McHenry sad derfor på posten indtil Mike Johnson blev valgt 25. oktober 2023.

## Eksterne links
- "Capitol spørgsmål." C-SPAN (2003). Bemærkelsesværdige valg og rolle.
- Cannon Centenary Conference: The Changing Nature of the Speakership. (2003). Husdokument 108–204. Talerskabets historie, karakter og rolle.
- Congressional Quarterly's Guide to Congress, 5. udg. (2000). Washington, DC: Congressional Quarterly Press.
- Wilson, Woodrow . (1885). Kongressens regering. New York: Houghton Mifflin.